# When Ursus Threw the Bull
When Ursus Threw the Bull è un cortometraggio muto del 1914 diretto da Al Christie. Il film, una commedia prodotta dalla Nestor Film Company e distribuito dall'Universal Film Manufacturing Company, aveva come interpreti John Steppling, Eddie Lyons, Lee Moran, Russell Bassett, Stella Adams, Ramona Langley e Beatrice Van.

## Produzione
Il film fu prodotto dalla Nestor Film Company di David Horsley.

## Distribuzione
Distribuito dall'Universal Film Manufacturing Company, il film - un cortometraggio di due bobine - uscì nelle sale cinematografiche statunitensi il 9 gennaio 1914.